# Lampang
Lampang (en tailandés: นครลำปาง) , también llamada Nakhon Lampang para diferenciarla de la provincia homónima, es la tercera ciudad más grande en el norte de Tailandia y la capital provincial y del amphoe de Mueang Lampang. Las denominaciones tradicionales para Lampang han sido Wiang Lakon y Khelang Nakhon.

## Geografía
Lampang está situada en el valle del río Wang, en el corazón del norte de Tailandia, bordeada por el Khun Tan Range al oeste y el Phi Pan Nam Range por el este. El Wang, un importante afluente del Chao Phraya, fluye directamente atravesando la ciudad. La mayor parte del área urbana se encuentra en la actualidad en el lado sur y sureste del río, aunque en sus inicios, la ciudad se desarrolló hacia el norte.

## Climatología
Lampang tiene un clima relativamente seco con respecto a las provincias cercanas. El invierno comienza hacia el final de la temporada de lluvias, generalmente en noviembre, y dura hasta marzo. En ocasiones, masas de aire frío de Siberia sitúan las temperaturas locales por debajo de 10 °C, aunque es poco frecuente. El invierno se caracteriza por días secos, soleados y muy agradables y noches frescas, con niebla ocasional. En esta época, el cielo a menudo se ve empañado por la neblina que deja la práctica de la quema de los campos después de la cosecha, así como por la contaminación generada por las plantas termoeléctricas de carbón de Mae Mo. El verano va de marzo hasta junio. Las temperaturas pueden llegar a los 40 °C en abril, siendo frecuentes las tormentas por las tardes, acompañadas en ocasiones de granizo. No obstante, la temporada de lluvias se extiende desde mayo/junio hasta noviembre, si bien Lampang es menos lluviosa que la mayoría de localidades del norte del país.

## Historia
Lampang era ya una ciudad importante en el reino Lanna (1300-1795). Sin embargo, su importancia histórica ha sido eclipsada en gran parte por Chiang Mai y Chiang Rai, que fueron las localidades tradicionales donde se ubicaba el gobierno, y cuyas historias fueron ampliamente registradas en las crónicas. Después de décadas de guerras tanto con el reino de Ava birmano como con el reino de Ayutthaya durante los siglos XVII y XVIII, la región pasó un periodo de declive, con un fuerte despoblamiento, y quedó sujeta a control birmano. En el siglo XVIII, Nan Thip Chang lideró el movimiento insurreccional contra el poder birmano, después de asesinar al gobernador en el templo de Wat Phra That Lampang Luang. Aliado con Bangkok, los descendientes de Nan Thip Chang, conocidos como Chao Ched Ton (Los Siete Príncipes), se convirtieron en los gobernantes vasallos de las distintas ciudades del reino de Lanna hasta la anexión de este a Siam, la actual Tailandia, bajo el reinado de Chulalongkorn (Rama V).

## Economía
Además de los tradicionales arrozales, el cultivo de piña y caña de azúcar completa el sector agrícola. La provincia de Lampang tiene un gran depósito de lignito en el amphoe de Mae Moh, donde se encuentran varias plantas de generación de energía eléctrica, y cuya contaminación ha afectado gravemente a las poblaciones locales. También tiene un gran yacimiento de caolín, muy utilizado en la industria cerámica. Históricamente, también dispuso de una importante explotación de madera de teca, apoyada por los elefantes asiáticos domesticados empleados en su transporte hasta el río, por donde descendían los troncos hasta la capital, Bangkok. La utilización, domesticación y enseñanza del elefante para el trabajo junto con el hombre, encuentra en Lampang uno de los primeros antecedentes del país, donde ya existía una escuela, predecesora del Centro de Conservación de Elefantes de Tailandia. La ciudad cuenta con un campus de la Universidad de Thammasat, y de otras instituciones de enseñanza técnica superior. También dispone de un aeropuerto local que mantiene una línea con la capital tailandesa.

## Cultura, monumentos y lugares de interés turístico
En la ciudad de Lampang se pueden encontrar todavía carruajes tirados por caballos, que son usados como una forma habitual de transporte, y presume de ello. Los locales atribuyen la tradición de los carruajes a los portugueses, influencia que habría llegado a la zona desde la colonia de Macao, aunque también se atribuye a la cultura birmana. Ciudad bien comunicada, no ha sufrido el turismo internacional de masas de otros lugares próximos. El turismo tailandés y el internacional que pasa por la ciudad, aprecian los templos, la cascada Wang Kaeo y el Parque nacional de Chae Son. Hay muchos templos en el centro de la ciudad que se construyeron en el estilo birmano, gracias a las donaciones para su construcción, en algunos casos, y conservación en otros, de los magnates madereros de finales del siglo XIX. Nueve de los treinta y un templos de estilo birmano en Tailandia se encuentran en Lampang. La arquitectura tradicional Lanna puede encontrarse en el templo Wat Phra That Lampang Luang, situado en la zona antigua de la ciudad. El sello característico de la ciudad es el gallo blanco, en la puerta del templo. La tradición señala que el templo Wat Phra Kaeo Don Tao, en la ribera occidental del Wang, fue el lugar donde se encontraba el Buda de Esmeralda entre 1436 y 1468. El templo Wat Phra That Chedi Sao es conocido, sobre todo, por sus veinte pagodas.